# Yang Yi (Schriftstellerin)
Yang Yi (chinesisch 楊逸 / 楊逸, Pinyin Yáng Yì, jap. nach Hepburn Yan Ī, wirklicher Name Liu You (chinesisch 劉莜 / 刘莜, Pinyin Liú Yóu); * 18. Juni 1964 in Harbin, Volksrepublik China) ist eine japanische Schriftstellerin chinesischer Herkunft.
Yang Yi ging 1987 nach Japan, um japanische Sprache an der Universität Tokio zu studieren. Daneben schrieb sie für eine Zeitung für chinesische Emigranten und unterrichtete Chinesisch. 2007 debütierte sie als Schriftstellerin mit dem Roman Wang-chan (ワンちゃん, Wan-chan), für den sie den Preis für neue Autoren der Literaturzeitschrift Bungakukai erhielt. Für ihren nächsten Roman Toki ga nijimu asa (時が滲む朝) wurde sie, als erste ausländische Autorin überhaupt, mit dem Akutagawa-Preis ausgezeichnet. Ihre nächsten zwei Romane, Kingyo seikatsu (金魚生活) und Suki-yaki (すき・やき) erschienen 2009.

## Quelle
- j.lit Books from Japan - Yang Yi. Abgerufen am 21. April 2014.

| Personendaten    | Personendaten |
| ---------------- | --- |
| NAME             | Yang, Yi |
| ALTERNATIVNAMEN  | 楊逸 (Künstlername); Yan Ī (Künstlername, japanisch); 劉莜 (wirklicher Name, traditionelles Chinesisch); 刘莜 (wirklicher Name, vereinfachtes Chinesisch); Liú Yóu (wirklicher Name) |
| KURZBESCHREIBUNG | japanisch-chinesische Schriftstellerin |
| GEBURTSDATUM     | 18. Juni 1964 |
| GEBURTSORT       | Harbin |